# Enthallung
Die Enthallung (engl. Dereverberation) ist das Entfernen von Nachhall aus einem Sprachsignal. Sie kommt in der Signalverarbeitung zum Einsatz.

## Verfahren
Die Verfahren der Enthallung lassen sich in zwei Gruppen einteilen:
1. Nachhallauslöschung
2. Nachhallunterdrückung

Für die Verbesserung von Hörgeräten und für den Betrieb automatischer Spracherkennungssysteme in verhallten Umgebungen ist die Enthallung von Sprach- und Audiosignalen von Bedeutung. Dabei sind diejenigen Fälle kritisch, in denen die Sprachsignale im Fernfeld oder Diffusfeld der Mikrofone aufgenommen werden. Diese müssen als Faltung der Originalsignale mit recht langen, zunächst unbekannten Raumimpulsantworten beschrieben werden, wobei die inversen Filter nicht ohne Weiteres realisiert werden können. Jedoch kann bei Einsatz mehrerer Mikrofone durch geeignete Filterung und Kombination der Mikrofonsignale auf das ungefilterte Originalsignal zurückgeschlossen werden.
Als aktuelle Forschungsthemen gibt es „Verfahren zur Verbesserung verhallter Sprachsignale (Enthallung)“ und „Binaurale Enthallung für die Anwendung in digitalen Hörgeräten und der Stereotelefonie“.